# Narimiya Hiroki
Hiroshige Narimiya (平宮 博重 Narimiya Hiroshige) được mọi người biết đến với cái tên Hiroki Narimiya (成宮 寛貴 Thành Cung Khoan Quý), là một nam diễn viên người Nhật Bản, sinh ngày 14 tháng 9 năm 1982.

## Tiểu sử
Narimiya Hiroki sống và lớn lên tại Shinjuku, Tokyo, Nhật Bản, nhưng bố mẹ anh ấy lại là người gốc Okinawa. Bố mẹ anh ly dị từ khi anh còn nhỏ và vào năm thứ 3 trung học phổ thông, mẹ anh mất. Từ đó Hiroki và anh của anh được bà ngoại nuôi dưỡng. Anh đã có một lời hứa với mẹ mình là sẽ trở thành một diễn viên nổi tiếng. Vì thế anh đã sớm bỏ học để theo đuổi sự nghiệp diễn xuất.

## Sự nghiệp
Anh chính thức debut vào năm 2000 trong vở kịch "Horobikaketa Jinrui, Sono Ai no Honshitsu to wa" với vai Kane, anh đã được chọn trong số 3000 diễn viên để đóng vai này.
Vào tháng 2 năm 2001, anh đã thực hiện movie đầu tiên là "Oboreru Sanaka". Năm 2002 anh tham gia bộ phim truyền hình nổi tiếng "Gokusen" với vai Noda. Từ đó, tên tuổi của anh được biết đến rộng rãi. Cùng năm đó anh đã diễn vai chính trong phim "Okan wa Uchu wo Shihaisuru". Đến năm 2003, Hiroki xuất hiện trong phim "Azumi",bộ phim này đã trở thành một hit lớn và anh đã có thể phô diễn những đường kiếm mà anh luyện tập hàng ngày.
Vào năm 2005, anh đã được đóng vai chính trong phim truyền hình "Ima, Ai ni Yukimasu" và xuất hiện trong bốn bộ phim khác, trong đó có phim Nana, phần tiếp theo của phim được chiếu vào tháng 12 năm 2006.
Vào năm 2008, anh đã đóng vai một người đồng tính trong phim "Innocent Love" và một tên khủng bố nguy hiểm trong "Bloody Monday".Vào năm 2009, anh tái hợp với Oguri Shun trong phim truyền hình "Juui Dolittle",trước phim này, anh đã đóng cùng với Oguri Shun trong 3 bộ phim là "Azumi","Gokusen" và "Stand UP!!"
Ngoài việc là một diễn viên đa tài, anh còn là người luôn đi đầu về thời trang. Anh tự thiết kế và chọn lựa quần áo cho mình cũng như đã hợp tác với nhiều dự án khác. Vào mùa thu 2003, anh xuất hiện tại Tokyo Collection với tư cách là một người mẫu. Kiểu tóc của anh, được gọi với tên "Narimiya Cut" đã trở thành làn sóng thời trang cho các thiếu niên trẻ Nhật Bản.

## Phim tham gia

### Phim điện ảnh
- Oboreru Sakana (2001)
- Ikisudama (2001)
- Lovers' Kiss (2003)
- Ainokarada (2003)
- Azumi (2003)
- Shinkokyu (2004)
- Kagen no Tsuki (2004)
- Nana (2005)
- Rampo Noir (2005)
- Tantei Jimusho 5 (2005)
- Arashi no Yoru Ni Vocal (2005)
- Akihabara@DEEP (2006)
- Sakuran (2006)
- Nana 2 (2006)
- Unfair (2007)
- Sakuran (2007)
- Half Way (2009)
- Drop (2009)
- Gokusen: The Movie (2009)
- Lalapipo (2009)
- Bakamono - The Idiots (2010)
- Gyakuten Saiban (2012)
- The Complex (2013)

### Phim truyền hình
- Kindaichi Shonen no Jikenbo 3(2001) - ep 4,5
- Toshiie to Matsu (2002)
- Sarariman Kintaro 3
- Kisarazu Cat's Eye (2003)
- Gokusen (2003)
- Kou Kou Kyoushi 2003
- Stand UP!! (2003)
- Trick 3 (2003)
- Honto ni Atta Kowai Hanashi (2004) - ep 2
- Orange Days(2004)
- M no Higeki(2005)
- Ima, Ai ni Yukimasu (2005)
- Ai no Uta (2005)
- Onna no Ichidaiki (2005)
- Koumyou ga Tsuji (2006)
- Barefoot Gen (TV drama) (Hadashi no Gen) (2007)
- Hachimitsu to Clover (2008)
- Innocent Love (2008)
- Bloody Monday (2008)
- Tokyo Dogs (2009) - ep 1
- The Quiz Show 2(2009)- ep 3
- Bloody Monday Season 2 (2010)
- Yankee-kun to Megane-chan (2010)
- Juui Dolittle (2010)
- Saigo no Bansan (2011)
- Hi wa Mata Noboru (2011)
- Kaze no Shounen (2011) as Yutaka Ozaki
- Mou Yuukai Nante Shinai (2012)
- Hidamari no Ki (2012)
- Aibou 11 (2012)
- Aibou 12 (2013)
- Kindaichi Shonen no Jikenbo (2014)
- Kindaichi Shonen no Jikenbo Neo (2014)
- Aibou 13 Lưu trữ ngày 22 tháng 9 năm 2014 tại Wayback Machine (2014)

### Kịch
- Nightfall (黄昏 Tasogare?) (2003)
- Rōnin Machi (浪人街 Rōnin Town?) (2004)
- As You Like It (お気に召すまま Oki ni Mesumama?) (2004)
- Madame Melville (2004)
- Kitchen (2005)

### Quảng cáo
- J-PHONE (2002)
- House Food ビストロシェフ (2003)
- JAL北海道キャンペーン (2004)
- Vodafone (2004)
- House Food 新・カレーライス宣言 Lưu trữ ngày 13 tháng 12 năm 2005 tại Wayback Machine (2005)
- Mt.Rainer Double Expresso[2]
- Norton Internet Security (2010)
- BODYWILD (2012)
- Sapporo Beer (2014)

### Giải thưởng
- 2012

Giải thưởng Nikkan Sports Drama Grand Prix lần thứ 16 thường niên （Nam diễn viên phụ xuất sắc nhất trong Aibou 11).